# Jo In-sung
Dans ce nom coréen, le nom de famille, Jo, précède le nom personnel.
Jo In-sung (hangeul : 조인성) est un acteur sud-coréen, né le 28 juillet 1981 à Séoul.

## Biographie

### Jeunesse et formations
Jo In-sung naît et grandit dans le quartier de Gangdong-gu à Séoul,.
Il suit des cours de modélisation et de la gestion des évènements à l'université de technologie de Chunnam (en) au Jeolla du Sud. Il s'inscrit ensuite à des cours de théâtre et de cinéma à l'université Dongguk dans le quartier de Jung-gu, avant d'être expulsé, en 2007, en raison des absences répétées.

### Carrière
En 1998, Jo In-seug commence sa carrière de mannequin pour Ziozia, la marque de vêtements.
En 1999, il devient acteur et apparaît pour la première fois, à la télévision, dans la série Jump (점프) pour le groupe Munhwa Broadcasting Corporation, ainsi que dans School 3 (학교3, 2000) et dans la deuxième saison du sitcom Nonstop (논스톱, 2001).
En 2001, il se fait remarquer dans un second rôle dans la série Piano (피아노), aux côtés de Go Soo et Kim Ha-neul.
En 2002, il décroche son premier rôle principal dans Shoot for the Stars (별을 쏘다, où il joue un acteur illettré, aux côtés de Jeon Do-yeon. Même année, il fait son premier pas avec le long métrage chinois Public Toilet (人民公廁) de Fruit Chan.
En 2003, il apparaît dans trois films romantiques, dont notamment The Classic (클래식) de Kwak Jae-yong, avec Son Ye-jin et Cho Seung-woo.
En 2004, il retrouve la télévision pour le mélodrame Something Happened in Bali (발리에서 생긴 일), aux côtés de Ha Ji-won et So Ji-sub. Cette série est un énorme succès, avec son dernier épisode qui atteint 39,7 % de part de marché, et l'acteur obtient le prix du meilleur acteur aux cérémonie de Baeksang Arts Awards et de SBS Drama Awards.
En 2005, il rejoint Go Hyun-jung dans la série Spring Day (봄날), remake de la série japonaise Hoshi no Kinka.
À partir de 2006, il collabore avec le réalisateur Yoo Ha dans ses deux prochains films, dont A Dirty Carnival (비열한 거리), dans lequel il interprète un gangster charismatique à la recherche d'une vie heureuse, et, en 2008, King Protector (쌍화점), un film historique où son personnage de garde du corps est pris dans un triangle amoureux entre le roi et la reine à l'époque de Goryeo,.
Le 7 avril 2009, il rentre au service militaire pendant deux ans, et préfère joindre la Force aérienne pour suivre les traces de son père qui était sous-officier,,. Il passe 25 mois à la Force aérienne et à l'orchestre de l'armée de l'air, jusqu'au 4 mai 2011,.
En 2013, il apparaît dans le mélodrame That Winter, the Wind Blows (그 겨울, 바람이 분다) avec Song Hye-kyo, remake de la série japonaise Ai Nante Irane Yo, Natsu,. Cette série est un succès,.
En 2014, il rejoint le scénariste et le réalisateur de That Winter, the Wind Blows pour le mélodrame médical It's Okay, That's Love (괜찮아, 사랑이야) aux côtés de Gong Hyo-jin,.
En 2016, il est choisi pour le rôle du directeur du service national des impôts, avec Choi Ji-woo.
En 2017, il apparaît dans le thriller The King (더 킹) de Han Jae-rim, avec Jung Woo-sung.
En 2018, il se retrouve dans le film historique The Great Battle (안시성) de Kim Kwang-sik,.
En juin 2019, un agent annonce à un reportage télévisé que Jo In-sung va apparaître pour dans le dernier film Escape from Mogadishu (모가디슈) de Ryoo Seung-wan, avec Kim Yoon-seok.

## Filmographie

### Longs métrages
- 2002 : Public Toilet (人民公廁) de Fruit Chan : Cho
- 2003 : Madeleine (마들렌) de Park Kwang-chun : Kang Ji-suk
- 2003 : The Classic (클래식) de Kwak Jae-yong : Oh Sang-min
- 2003 : Love Impossible (남남북녀) de Jung Cho-sin : Kim Chul-soo
- 2006 : A Dirty Carnival (비열한 거리) de Yoo Ha : Kim Byung-doo
- 2008 : King Protector (쌍화점) de Yoo Ha : Hong-rim
- 2017 : The King (더 킹) de Han Jae-rim : Park Tae-soo
- 2018 : The Great Battle (안시성) de Kim Kwang-sik : Yang Manchun
- 2021 : Escape from Mogadishu (모가디슈) de Ryoo Seung-wan : Kang Dae-jin
- 2021 : Smugglers (밀수) de Ryoo Seung-wan
- prévu en 2026 : Hope (호프) de Na Hong-jin : Jeong-ki

### Séries télévisées
- 1999 : Jump (점프)
- 2000 : School 3 (학교3) : Kim Seok-joo
- 2000 : Nonstop (논스톱) : lui-même (saison 2)
- 2001 : Piano (피아노) : Lee Kyung-ho
- 2002 : Shoot for the Stars (별을 쏘다) : Gu Sung-tae
- 2004 : Something Happened in Bali (발리에서 생긴 일) : Jeong Jae-min
- 2005 : Spring Day (봄날) : Go Eun-sup
- 2013 : That Winter, the Wind Blows (그 겨울, 바람이 분다) : Oh Soo
- 2014 : It's Okay, That's Love (괜찮아, 사랑이야) : Jang Jae-yeol
- 2016 : Dear My Friends (디어 마이 프렌즈) : Seo Yeon-ha

Prochainement
- 2021 : Moving (무빙)